# Gaurika Singh
Pour les articles homonymes, voir Singh.
Gaurika Singh (népalais : गौरिका सिंह), née le 26 novembre 2002 , est une nageuse népalaise. En 2016, elle devient la première athlète népalaise à remporter une médaille en individuel en natation aux Jeux sud-asiatiques,.

## Carrière
Née au Népal, elle déménage au Royaume-Uni à l'âge de deux ans, lorsque son père urologue est engagé au Royal Free Hospital de Londres. Elle s'entraîne au Copthall Swimming Club.
En 2015, elle est à Katmandou pour participer aux championnats nationaux lorsque la terre tremble le 25 avril. Quelques jours plus tard, elle reverse tous ses gains de ces championnats aux victimes du séisme.
Le 8 février 2016, elle remporte une médaille de bronze sur le 200 m brasse lors des Jeux sud-asiatiques en 2 min 26 s 93, battant son propre record national. Elle devient la première nageuse népalaise à remporter une médaille en individuel aux Jeux sud-asiatiques. Sélectionnée pour les Jeux olympiques de 2016 avec l'équipe du Népal, Gaurika Singh termine finalement 31e du 100 m dos avec un temps de 1 min 8 s 45. Elle est alors la plus jeune athlète sélectionnée pour ces Jeux à l'âge de 13 ans et 255 jours.
En 2018, elle se qualifie pour les Jeux asiatiques.
Gaurika Singh remporte douze médailles d'or et bat six records nationaux lors des Championnats du Népal de natation 2019. La même année, elle se qualifie pour les Championnats du monde de natation 2019 à Gwangju (Corée du Sud) mais ne dépasse pas le stade des séries sur le 100 m et le 200 m nage libre,.
Elle reçoit une bourse olympique du Comité olympique népalais pour l'aider dans sa préparation pour les Jeux olympiques d'été de 2020.
Elle est ambassadrice de bonne volonté pour l’association Maiti Nepal, fondée par Anuradha Koirala, qui vient en aide aux filles et aux femmes népalaises pour leur donner l'accès à l'éducation.